# Соапсток
Соапсток — продукт обробки, отримуваний від очистки олій і жирів розчинами лугів. До складу його входять: нейтральний жир, мило, вода, різноманітні слизи, білки, солі, забарвлюючі і інші речовини. Загалом, склад залежить від жиру, який рафінується, від методу ведення технологічного процесу. Наприклад, при рафінуванні чорної (забрудненої) бавовникової олії в соапсток переходить темнозабарвлена отруйна речовина — госипол.
Соапсток – відходи переробки рослинної олії, які містять 41% жирних кислот і 50% нейтральних включень. У воді нерозчинний, розчиняється в нафтопродуктах; утворює стійку емульсію з водою; 10% розчин кислого соапстоку в дизельному пальному — ефективний піногасник; рецепт піногасника: 15% соапстоку + 15% вапняного розчину (густиною 1120-1170 кг/м3) + 70% дизельного пального; у розчинах з високою мінералізацією і за високої температури дія реагенту погіршується; вводиться разом із вспінюючим реагентом; випускається у вигляді в’язкої пасти темно-бурого кольору; постачається в бочках. 

## Деякі нормативно-технічні документи в Україні
- СОУ 15.4-37-207:2004 Соапсток. Технічні умови